# Vladislav Piskunov
Vladislav Piskunov (Ucrania, 7 de junio de 1978) es un atleta ucraniano, especializado en la prueba de lanzamiento de martillo, en la que llegó a ser medallista de bronce mundial en 1999.

## Carrera deportiva
En el Mundial de Sevilla 1999 ganó la medalla de lanzamiento de martillo, con una marca de 79.03 metros, tras el alemán Karsten Kobs (oro con 80.24 m) y el húngaro Zsolt Németh (plata con 79.05 metros).
Tres años después, en el Campeonato Europeo de Atletismo de 2002 ganó la plata en la misma prueba, con una marca de 80.39 metros, siendo superado por el húngaro Adrián Annus y por delante del griego Alexandros Papadimitriou (bronce).